# Stephen Langton
Stephen Langton (ur. ok. 1150/1160, zm. 9 lipca 1228) – angielski duchowny i polityk, arcybiskup Canterbury i prymas Anglii 1207–1228. Odegrał dużą rolę w przygotowaniu Magna Charta Libertatum w 1215.

## Biografia
Studiował teologię w Canterbury i Paryżu. W trakcie nauki poznał Lotario Conti di Segni, późniejszego papieża Innocentego III (1198–1216). Uzyskał tytuł profesorski i został kanclerzem paryskiej Sorbony. W 1206 Innocenty III kreował go kardynałem prezbiterem San Crisogono i wezwał do Rzymu. Sygnował bulle papieskie między 8 czerwca 1206 a 10 maja 1207.
Po śmierci arcybiskupa Canterbury Huberta Waltera w 1205 roku doszło do podwójnej elekcji jego następcy. Obie zwaśnione strony zwróciły się do papieża o rozstrzygnięcie sporu. Innocenty III odmówił zatwierdzenia obu elektów i w czerwcu 1207 mianował na wakujące arcybiskupstwo kardynała Langtona. Wywołało to ostry konflikt między papieżem a królem Anglii Janem I, który odmówił uznania tej nominacji. W odpowiedzi papież nałożył na Anglię interdykt (w marcu 1208) i ekskomunikował króla (w 1212), polecając wykonanie wyroku królowi Francji Filipowi II. W rezultacie Jan I uległ i uznał się za lennika Stolicy Apostolskiej. W 1213 kardynał Langton mógł wreszcie objąć archidiecezję. Szybko związał się z antykrólewską opozycją baronów i był jednym z głównych architektów Wielkiej Karty Swobód w 1215 roku.
Udział w opozycji antykrólewskiej ściągnął na niego gniew papieża, który wziął w tym konflikcie stronę króla. Langton został zawieszony w funkcjach kościelnych. Wówczas udał się do Rzymu, by wziąć udział w Czwartym Soborze Laterańskim. Dopiero wiosną 1216 roku uzyskał zwolnienie od sankcji kościelnych. W 1218 powrócił do Anglii.
W ostatnich latach życia służył nowemu (od 1216) królowi Anglii Henrykowi III (m.in. w próbach odzyskania Normandii z rąk Francuzów), choć w 1223 poparł baronów domagających się potwierdzenie Magna Charta. Uzyskał też wiele przywilejów od papieża na rzecz Kościoła w Anglii. Celebrował wiele synodów kościelnych; najbardziej znaczący był synod w Osney w kwietniu 1222. 
Był ostatnim kardynałem przed wielką schizmą zachodnią, który jednocześnie był także biskupem rezydencjonalnym. Począwszy od pontyfikatu Honoriusza III papieże odmawiali zatwierdzania nominacji kardynałów na wakujące biskupstwa (z wyjątkiem diecezji suburbikarnych), a ci, którzy w chwili nominacji kardynalskiej zajmowali takie stanowiska, byli obligowani do rezygnacji z nich.
Kardynałowi Langtonowi przypisuje się autorstwo hymnu Veni Sancte Spiritus oraz to, że jako pierwszy podzielił Biblię na rozdziały. Był on także autorem licznych komentarzy, glos, zbiorów kazań, a także dzieł historycznych i poetyckich.
Zmarł w Slindon i został pochowany w katedrze w Canterbury.